# 世界まるごと2001年
『世界まるごと2001年』（せかいまるごとにせんいちねん）は、1990年4月12日から1991年3月28日までTBS系列局で放送されていたクイズ番組。毎日放送とイーストの共同製作。放送時間は毎週木曜 20:00 - 20:54 （日本標準時）。

## 概要
『世界まるごとHOWマッチ』の後継番組で、『HOWマッチ』の特別番組版の元の企画として『HOWマッチスペシャル 大橋巨泉のクイズまるごと20世紀』を派生させた上でレギュラー化したものである。セットも『HOWマッチ』のセットを大型化したようなものを用いていたが、司会者席と解答者席の位置が左右逆となっていた。
番組は出演者たちが世界と日本それぞれの20世紀の出来事を収録したVTR（たいていは白黒の映像。カラー映像の場合もあり）を見て、「ここはどこ?」「これは何?」「これは何をしているか?」などをクイズやトークを交えながら振り返り、さらには21世紀はどうなるのかを考察しながら紹介するという形式で進行していた。
山口美江が司会を務めたが、女性単独によるクイズ番組の司会は日本でそれまで前例がない。週替わりの男性コメンテーター1人が山口のパートナーに付くというスタイルで進行していた。前番組司会者で、当番組の企画立案者でもある大橋巨泉はスーパーバイザーとして番組に携わり、コメンテーターとして不定期に出演したほか、前番組レギュラーだった石坂浩二・ビートたけしも続投した。コメンテーターの肩書は、巨泉の提案で「御意見番的なジジィ」ということから、大久保彦左衛門から取って「今週の彦左衛門」と改名された。
この番組のシンキングタイムBGM及び得点加点の効果音は、後に同じ毎日放送・イースト製作のクイズ番組『ダウトをさがせ!』に流用された（当番組演出の波多野健と音響効果の有馬克己が、そのまま担当した事で流用した）。

## 出演者

### 司会
- 山口美江[1]

### コメンテーター（今週の彦左衛門）
週替わり。おおむね20世紀の出来事に詳しい人物をコメンテーターに招いていた。
- 大橋巨泉[1] - 番組スーパーバイザー
- 青島幸男
- 筑紫哲也[1]
- 田原総一朗[1]
- 江森陽弘
- 藤本義一
- 大林宣彦
- 前田武彦
- 大島渚 - 解答者として出演したこともある。
- 小林亜星
- 舛添要一 - 解答者として出演したこともある。
- 栗本慎一郎
- 浅井慎平

ほか

### レギュラー解答者
2人1組の4枠制によるチーム対抗戦。1枠は石坂浩二チーム、2枠はビートたけしチームで、3枠と4枠はゲスト席に割り振られていた。
石坂とペアを組むゲストは必ず女性タレント。たけしとペアを組むゲストは殆どが男性で、松尾雄治、田中義剛、高田文夫、芹澤信雄らたけしと親交がある男性著名人が多く、女性と組む場合には加賀まりこがペアになっていた。

## ルール・賞品
オープニングクイズ
各チームに1問ずつ出題。当初は選択肢無しで口頭で答える形式だったが、後に◯✕問題や正解を3つないしは4つの選択肢から選ぶ問題になった。正解すると10点を獲得。また、ペアで正解すると20点を獲得。
通常問題
3問出題され、フリップに書いて答える。10点が2問で、20点が1問。惜しい答えの場合には半分の得点を与えることもある。
逆転クイズ
正面にある4×4のテレビモニターに、問題のジャンルと各ジャンルの10点・30点・50点パネルが出される。
| 政治 | 芸能 | スポーツ | スペシャル |
| ---- | ---- | -------- | ---------- |
| 10   | 10   | 10       | 10         |
| 30   | 30   | 30       | 30         |
| 50   | 50   | 50       | 50         |

点数の少ないチームからジャンルと点数を選び、問題のVTRが流された後、人物名か地名を答える。この逆転クイズに限り、後期には解答者が答えを言った後、山口が「（解答者が言った人物名か地名）どうでしょう?」とコールして正誤判定され、正解時にはチャイムが鳴り、不正解ならブザーが鳴る（初期にはなかった）。
視聴者へのプレゼントクイズもこの逆転クイズの問題の中から出題され、大抵は10点の問題が選ばれるが、巨泉の一声で30点の問題にしたこともある。小野ヤスシや中尾ミエなどがゲスト解答者として出演した際にはそのプレゼントクイズの正解がゲスト出演した本人だったり、林家こぶ平がゲスト出演していた際には父親の林家三平がプレゼントクイズの正解だったことがあり、山口が正解のヒントになることを会話の中で言っていたこともある。
稀にその日のゲスト解答者などに合わせたジャンルが設定され、レギュラーの石坂、たけし、司会の山口美江に因んで「こうじ」「たけし」「山口」というジャンルが登場したこともある。「こうじ」の10点の問題が視聴者へのプレゼントクイズとして選ばれたが、石坂ではなく鶴田浩二（つるたこうじ）が正解になるVTRだった。ちなみに「たけし」の10点はビートたけし、「山口」の10点は山口美江ではなく山口百恵だった。
問題が全て終了した時点で得点の一番高いチームがトップ賞となる。
第1問から逆転クイズ前まで全問正解して50点を取り、なおかつ逆転クイズも50点の問題を選んで正解すると100点となって世界一周旅行を獲得できる。『HOWマッチ』と同様に、スタジオが暗くなって、達成した解答者にスポットライトが当たる演出があった。世界一周旅行は、石坂浩二チームと安部譲二・小牧ユカチームとビートたけしチームが獲得している。後期にはルールが若干変わり、全問正解の賞品は変わらず世界一周旅行だったが、それ以下でも点数によってさまざまな賞品が出るようになった（100点／80点以上／60点以上／40点以上／39点以下の5段階）。
難易度が高かったため、逆転クイズの前の得点確認の際、20点から30点でトップということも多く、世界一周旅行も出にくくなっていた。トップ賞は、前期では週替わりの賞品だったが、後期は週替わりの海外旅行だった。視聴者プレゼントもその日のトップ賞の海外旅行および海外製品を各1名に用意していた。最終回では、100点が世界一周旅行、80点以上はカナダ旅行、60点以上はオーストラリア旅行、40点以上はハワイ旅行、39点以下は伊東一泊カラオケ付きという、いずれも巨泉に関係する場所だった。
上のジャンルでは「政治 芸能 スポーツ スペシャル」という例になっているが、「政治経済」や「大統領」、「音楽」、「芸術」、「自然科学」、「場所」、「文学」など、ジャンルは週替わりとなり、後期なら「大中小」、「一二三」、「東西南北」、「春夏秋冬」、「上下」、「松竹梅」、「千」、「動物」、「植物」、「そっくりさん」、「リゾート」などもあった。これは、例として「大中小」なら映像を見て名前に「大中小」いずれかの漢字が含まれる著名人（吉永小百合などの解答例があった）、「動物」や「植物」なら名前に動物か植物を意味する漢字が含まれる著名人（鰐淵晴子などの解答例があった）が誰かを当てるものだった。
番組後期の特別ルールとして、巨泉のアイデアで、3チーム目まで不正解で4チーム目も不正解してもトップ賞が確定する場合、4チーム目は世界一周旅行獲得をかけて「プッシュ」を宣言することができた。かつて「世界まるごとHOWマッチ」でも末期に採用していたルールで、「プッシュ」を宣言した場合、残った50点のジャンルの中から司会者とコメンテーターが選んだ問題に答え、正解すれば世界一周旅行獲得、不正解なら0点となってしまう。石坂がプッシュ成功、たけしがプッシュ失敗したことがある（たけしは後にプッシュ成功したこともある）。

## スタッフ
- スーパーバイザー：大橋巨泉
- 構成：恒川省三、司透、下尾雅美、高瀬真尚
- 音楽：清水信之
- ブレーン：森川英太朗、井上頌一、佐藤一彦
- ナレーター：小倉智昭、島津冴子
- 声の出演：石丸博也、真柴摩利 ほか
- アシスタント：牧絵美子、椎名亜希子
- 技術：水越行夫
- カメラ：足立篤己
- 音声：藤井勝彦
- 照明：原田正（ティエルシー）
- 音響効果：有馬克己（東京サウンド企画　現 スカイウォーカー）
- 美術デザイン：金子俊彦（アックス）
- 美術制作：丸山覚（アックス）
- メイクヘアー：ユミ・ビュアクス
- タイムキーパー：伊藤裕子
- アシスタントプロデューサー：山本三四郎
- ディレクター：善本真也、三浦真司、上西浩之、越真一、川瀬敏郎、柴田久仁夫、中山高嘉 ほか
- 演出：波多野健、入野幸雄、洪龍吉
- プロデューサー：山田尚（MBS）、久松定隆（電通）、角井英之（イースト）
- 制作協力：東通、クロースタジオ
- 製作：イースト、毎日放送

## ネット局
※系列は放送当時のもの。
| 放送対象地域  | 放送局         | 系列           | ネット形態 | 備考                                          |
| ------------- | -------------- | -------------- | ---------- | --------------------------------------------- |
| 近畿広域圏    | 毎日放送       | TBS系列        | 製作局     |                                               |
| 関東広域圏    | 東京放送       | TBS系列        | 同時ネット | 現：TBSテレビ                                 |
| 北海道        | 北海道放送     | TBS系列        | 同時ネット |                                               |
| 青森県        | 青森テレビ     | TBS系列        | 同時ネット |                                               |
| 岩手県        | 岩手放送       | TBS系列        | 同時ネット | 現：IBC岩手放送                               |
| 宮城県        | 東北放送       | TBS系列        | 同時ネット |                                               |
| 秋田県        | 秋田放送       | 日本テレビ系列 | 遅れネット |                                               |
| 山形県        | テレビユー山形 | TBS系列        | 同時ネット |                                               |
| 福島県        | テレビユー福島 | TBS系列        | 同時ネット |                                               |
| 山梨県        | テレビ山梨     | TBS系列        | 同時ネット |                                               |
| 長野県        | 信越放送       | TBS系列        | 同時ネット |                                               |
| 新潟県        | 新潟放送       | TBS系列        | 同時ネット |                                               |
| 静岡県        | 静岡放送       | TBS系列        | 同時ネット |                                               |
| 中京広域圏    | 中部日本放送   | TBS系列        | 同時ネット | 現：CBCテレビ                                 |
| 富山県        | テレビユー富山 | TBS系列        | 同時ネット | 現：チューリップテレビ 1990年10月開局から     |
| 石川県        | 北陸放送       | TBS系列        | 同時ネット |                                               |
| 福井県        | 福井テレビ     | フジテレビ系列 | 遅れネット | 1990年4月16日より月曜 22:00 - 22:54にて放送。 |
| 岡山県 香川県 | 山陽放送       | TBS系列        | 同時ネット | 現：RSK山陽放送                               |
| 鳥取県 島根県 | 山陰放送       | TBS系列        | 同時ネット |                                               |
| 広島県        | 中国放送       | TBS系列        | 同時ネット |                                               |
| 山口県        | テレビ山口     | TBS系列        | 同時ネット |                                               |
| 愛媛県        | 南海放送       | 日本テレビ系列 | 遅れネット |                                               |
| 高知県        | テレビ高知     | TBS系列        | 同時ネット |                                               |
| 福岡県        | RKB毎日放送    | TBS系列        | 同時ネット |                                               |
| 長崎県        | 長崎放送       | TBS系列        | 同時ネット |                                               |
| 熊本県        | 熊本放送       | TBS系列        | 同時ネット |                                               |
| 大分県        | 大分放送       | TBS系列        | 同時ネット |                                               |
| 宮崎県        | 宮崎放送       | TBS系列        | 同時ネット |                                               |
| 鹿児島県      | 南日本放送     | TBS系列        | 同時ネット |                                               |
| 沖縄県        | 琉球放送       | TBS系列        | 同時ネット |                                               |

## 備考
1991年1月17日放送予定分は、急遽湾岸戦争関連の報道に差し替えられたために休止になった。